# نیسکو، ریزورت گراند هیرافو
نیسکو، ریزورت گراند هیرافو (به لاتین: Niseko Mt. Resort Grand Hirafu) یک پیست اسکی و هتل در ژاپن است که در Abuta District واقع شده‌است.